# Obazoa

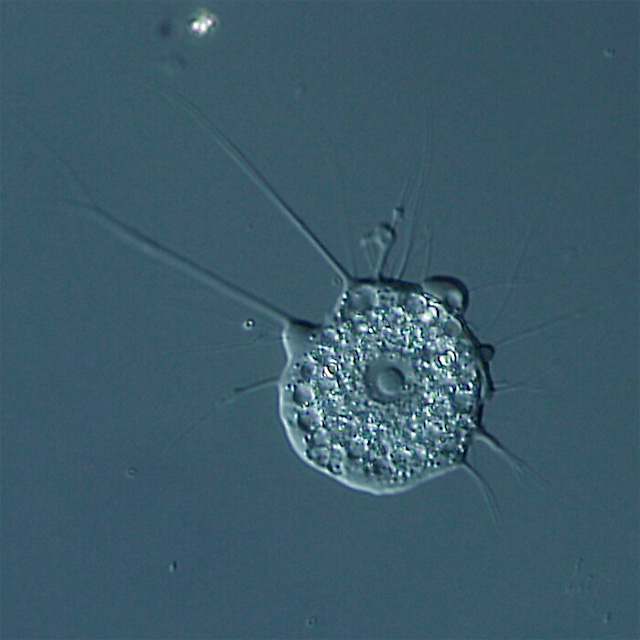
Nuclearia sp., przedstawiciel Opisthoconta

Obazoa – takson eukariontów o randze powyżej królestwa, w skład którego wchodzą przedstawiciele supergrupy Opisthokonta oraz mniej licznych linii taksonomicznych Apusomonadida i Breviatea. Jest kladem siostrzanym dla Amoebozoa, z którym tworzy klad Amorphea.
Wyróżnienie kladu Obazoa zostało zaproponowane w pracy Browna i in. z roku 2013. Takson ten został zdefiniowany jako najwęższy klad obejmujący gatunki: człowiek rozumny (Opisthokonta), Neurospora crassa (oba z Opisthokonta), Pygsuia biforma (Breviatea) i Thecamonas trahens (Apusomonadida). Nazwa Obazoa składa się z akronimu kladów tworzących takson (OBA) oraz morfemu zoa nawiązującego do greckiego słowa 'życie'.
Ostatni wspólny przodek Obazoa prawdopodobnie miał postać wiciowca z dwiema wiciami, zdolnego do wytwarzania nibynóżek w formie filopodiów. Brak wici lub występowanie pojedynczej centrioli u części współczesnych przedstawicieli tego kladu w takim przypadku oznacza cechę wtórną.